# Ichthyapus ophioneus
Ichthyapus ophioneus är en fiskart som först beskrevs av Barton Warren Evermann och Marsh, 1900.  Ichthyapus ophioneus ingår i släktet Ichthyapus och familjen Ophichthidae. Inga underarter finns listade i Catalogue of Life.